# Pterorhinus chinensis
Pterorhinus chinensis é uma espécie de ave da família Leiothrichidae.
Pode ser encontrada nos seguintes países: Camboja, China, Laos, Myanmar, Tailândia e Vietname.
Os seus habitats naturais são: florestas subtropicais ou tropicais húmidas de baixa altitude e regiões subtropicais ou tropicais húmidas de alta altitude.